# Dermoergasilus occidentalis
Dermoergasilus occidentalis is een eenoogkreeftjessoort uit de familie van de Ergasilidae. De wetenschappelijke naam van de soort is voor het eerst geldig gepubliceerd in 2009 door Hassan, Jones & Lymbery.